# Legislativversammlung von Acre
Die Legislativversammlung von Acre, amtlich portugiesisch Assembleia Legislativa do Estado do Acre (ALEAC) ist das oberste gesetzgebende Organ des brasilianischen Bundesstaats Acre.
Der Sitz befindet sich im Parlamentsgebäude Palácio Senador José Guiomard dos Santos in Rio Branco. Das Einkammerparlament besteht aus 24 nach Verhältniswahlrecht gewählten Abgeordneten, den deputados estaduais, die auf vier Jahre gewählt werden, zuletzt bei den Parlamentswahlen im Rahmen der Wahlen in Brasilien 2018. Die Arbeit des Parlaments wird durch zwölf Ständige Kommissionen unterstützt.
Nach der Parlamentswahl in Acre 1962, bei der 15 Abgeordnete gewählt wurden, verlief die 1. Legislaturperiode von 1963 bis 1967, aktuell ist nach der Parlamentswahl in Acre 2018 die 15. Legislaturperiode für den Zeitraum 2019 bis 2023, für die Nicolau Júnior zum Präsidenten des Präsidiums (mesa diretora) gewählt wurde.